# Georges Salles
Georges Salles, né le 24 septembre 1889 à Sèvres (Hauts-de-Seine), mort le 20 octobre 1966 à Bad-Weisse (Allemagne), est un historien d’art et conservateur de musée français.

## Biographie
Spécialiste de l’Orient, Georges Salles a fait des fouilles en Iran, en Afghanistan et en Chine. Il est alors conservateur au département des Arts asiatiques du Musée du Louvre, puis, en 1941, directeur du Musée Guimet. De la première Conférence Générale de l’ICOM, tenue à Paris en 1948, son président en exercice Georges Salles rapporte qu'« elle a permis une meilleure compréhension des qualifications nécessaires à notre époque au conservateur d'un musée s'il veut s'acquitter de ses devoirs d'une manière satisfaisante ». Entre 1945 et 1957, il est directeur des Musées de France. Avec Jean Cassou, il pose les bases d’une nouvelle conception du musée d’art moderne, afin de mettre l’art à la disposition du plus grand nombre. C’est avec son soutien qu’ont été réalisés le plafond de Georges Braque au Louvre, la fresque de Pablo Picasso et le mur de Joan Miró à l’Unesco, autant de peintres de renom dont il est l’ami. Collectionneur lui-même, il achète les œuvres de jeunes artistes comme Mark Tobey. Il publie une Histoire des Arts de l’Orient, puis Au Louvre, scènes de la vie du musée, et Le Regard, en 1939. Il dirige avec André Malraux la collection « L’Univers des formes ».
En 1953, il intègre le conseil culturel du Cercle Culturel de Royaumont.
Georges Salles est le petit-fils de Gustave Eiffel.

## Divers
Hôtes de passage est un essai d'André Malraux en 3 dialogues : le second est un dialogue du ministre avec son ami et ancien collaborateur Salles.
Le compositeur Francis Poulenc lui dédie deux de ses œuvres, son  sextuor pour flûte, hautbois, clarinette, cor, basson et piano, composé en 1931-32, et son motet Exultate Deo, composé en 1941.

### Archives
- Fonds : Georges Salles (1913-1966) [archives écrites].  Cote : SALL. Paris : Bibliothèque Kandinsky, Centre Pompidou (présentation en ligne).